# Prince George Airport
Prince George Airport är en flygplats i Kanada.   Den ligger i Regional District of Fraser-Fort George och provinsen British Columbia, i den centrala delen av landet, 3 400 km väster om huvudstaden Ottawa. Prince George Airport ligger 690 meter över havet.
Terrängen runt Prince George Airport är platt åt nordost, men åt sydväst är den kuperad.Närmaste större samhälle är Prince George, 6,0 km nordväst om Prince George Airport.
Omgivningarna runt Prince George Airport är en mosaik av jordbruksmark och naturlig växtlighet. Trakten runt Prince George Airport är nära nog obefolkad, med mindre än två invånare per kvadratkilometer.